# Kleingebiet Kiskunhalas
Das Kleingebiet Kiskunhalas (ungarisch Kiskunhalasi kistérség) war bis Ende 2012 eine ungarische Verwaltungseinheit (LAU 1) innerhalb des Komitats Bács-Kiskun in der Südlichen Großen Tiefebene. Im Zuge der Verwaltungsreform von 2013 gingen alle Gemeinden in den
nachfolgenden Kreis Kiskunhalas (ungarisch Kiskunhalasi járás) über.
Das Kleingebiet hatte 43.735 Einwohner (Ende 2012) auf einer Fläche von 826,35 km² und umfasste insgesamt 9 Ortschaften.
Der Verwaltungssitz war in Kiskunhalas.

## Städte
- Kiskunhalas (28.101 Ew.)
- Tompa (4.423 Ew.)

## Gemeinden
| Balotaszállás | Harkakötöny | Kelebia | Kisszállás |
| Kunfehértó    | Pirtó       | Zsana   |            |